# Diplazium biolleyi
Diplazium biolleyi är en majbräkenväxtart som beskrevs av Hermann Christ.
Diplazium biolleyi ingår i släktet Diplazium och familjen Athyriaceae. Inga underarter finns listade i Catalogue of Life.